# Blue Mobile
A Blue Mobile egy magyarországi telekommunikációs brand, virtuális mobilszolgáltató, amelyet a Lidl áruházlánc forgalmaz. A szolgáltatás a Telekom mobilhálózatán üzemel, az ügyfélszolgálati teendőket is ők látják el. A szolgáltató az egyszerű, átlátható tarifarendszer bevezetését, valamint az olcsó, de minőségi szolgáltatás nyújtását tűzte ki céljául.
A Blue Mobile brandet 2021. november 1-jétől a Magyar Telekom vette át.

## Története
2011-ben kezdődtek meg a tárgyalások a Telekom és a Lidl vezetősége között, melynek eredményeként 2012. február 1-től kezdte meg a Lidl a mobilszolgáltatás árusítását. A szolgáltatás kezdetben csak egyetlen tarifát tartalmazott, később azonban bővítették mobilinternet-szolgáltatással, valamint a Blue Duo szolgáltatással, melynek lényege, hogy 30 naponta levonásra kerülő fix havidíj ellenében két választott normál díjas telefonszámot kedvezményesen lehet hívni. 

## A Magyar Telekom Nyrt. és a Blue Mobile
A szolgáltatás a magyar Telekom mobilhálózatán üzemel, és az ügyfélszolgálatot is ők biztosítják. 2021. november 1-jétől a Blue Mobile helyett a Magyar Telekom a Lakossági ÁSZF-e rendelkezései szerint nyújtja tovább a szolgáltatást. A változás miatt az ügyfeleknek teendője nincs. A tarifák és díjcsomagok változatlanok. SIM-kártyát 2021.augusztus 31-től nem vásárolható, a megvásárolt de nem aktivált SIM-kártyákat február 28-ig lehet aktiválni. A kártyás adategyeztetést ugyanúgy a határidő szerint el kell végezni, elvégezhető online vagy telefonon is. A 1066 Budapest, Aradi utca 2-4. címen elérhető személyes ügyfélszolgálat nem üzemel és a Lidl üzletekben ügyfélszolgálati igények, módosítási kérelmek nem adhatók le. Írásos megkereséseket a [] email-címen fogadják. A telefonos ügyfélszolgálat elérhetősége nem változik. A Szolgáltató hálózatából díjmentesen hívható telefonos ügyfélszolgálat a +36 30 440 8400 számon érhető el. A Magyar Telekom üzletei látják el a személyes ügyfélszolgálatot, fogadják a módosítási igényeket és tudnak további információt adni. A díjcsomagok, azok díjazása és az elérhető kiegészítő szolgáltatások nem változnak. Az egyenleg feltöltése után járó ajándék perceket a jövőben is biztosítják.

## SIM-kártya és mobiltelefon
Az üzletekben egyaránt árulnak csak SIM-kártyából, valamint SIM-kártyából és mobiltelefonból álló csomagokat is. A SIM-kártya mellé Alcatel, Nokia, valamint Samsung készülékeket lehet választani, érintőképernyős és nyomógombos modelleket is. A készülékek hálózatfüggők, tehát csak a Blue Mobile SIM-kártyáit fogadják el, cserébe viszont áruk kedvezőbb a független változatuknál. 

## A Blue Easy tarifacsomag
A Blue Mobile a tarifa összeállításában a minimalizmusra és az egyszerűségre törekszik. Csupán egyetlen, feltöltőkártyás tarifacsomagot forgalmaz. A Blue Easy egy egyszerű és átlátható díjcsomag, hűségidő és feláras extrák nélkül. 
Hívás díja belföldön és az EU-ban, normál díjas telefonszára: 22 Ft/perc  
Üzenetküldés díja belföldön és az EU-ban, normál díjas telefonszára: 22 Ft/SMS    
Feltöltés utáni jutalom: 22 perc beszélgetés hálózaton belül

## Kiegészítő szolgáltatások
A tarifacsomag mellé lehetőség van különböző extrákat is igénybe venni. Ezek fix havi- vagy eseti díj ellenében vehetők igénybe, amely az univerzális egyenlegből kerül levonásra.

### Blue Duo
A szolgáltatás lehetővé teszi, hogy két választható belföldi, alapdíjas mobil- vagy vezetékes telefonszámot 9 Ft-os percdíjon hívjanak. A kiegészítő fix havidíja 499 Ft, amely 30 naponta kerül levonásra az egyenlegből.

### Mobilinternet
A Blue Mobile egy egyszeri, és három megújuló adatcsomagot tartalmaz. Az adatforgalom az EU teljes területén felhasználható.
 Blue Net
Bennefoglalt adatforgalom: 3x100 MB
Fix havidíj: 400 Ft
30 naponta megújul.
Blue Net+
Bennefoglalt adatforgalom: 1 GB
Fix havidíj: 1058 Ft
30 naponta megújul.
Blue Net XXL
Bennefoglalt adatforgalom: 3 GB
Fix havidíj: 2055 Ft
30 naponta megújul.
Blue Net Extra
Bennefoglalt adatforgalom: 500 MB
Eseti díj: 569 Ft
30 napig érvényes.